# Harcban a rendszerrel
A Harcban a rendszerrel (eredeti cím: Hounds of War) 2024-es amerikai akcióthriller, melyet Isaac Florentine rendezett és Jean-Pierre Magro írt. A főbb szerepekben Frank Grillo, Robert Patrick és Rhona Mitra látható.
Amerikában 2024. szeptember 20-án mutatta be az XYZ Films és a Sky Cinema. Magyarország 2024. október 4-en került fel Video on Demand oldalra.

## Cselekmény
Egy csapat zsoldost egy veszélyes küldetésre küldenek, amely halálos fordulatot vesz. Amikor az akció balul sül el, és az egyik zsoldost megölik, a megmaradt katonák bosszúhadjáratba kezdenek.

## Szereplők
| Szerep       | Színész           | Magyar hang      |
| ------------ | ----------------- | ---------------- |
| Ryder        | Frank Grillo      | Makranczi Zalán  |
| Hart ezredes | Robert Patrick    | Rosta Sándor     |
| Selina       | Rhona Mitra       | Erdős Borcsa     |
| Bulldog      | Leeshon Alexander | Markovics Tamás  |
| Joshua Reed  | Steven Elder      | Kapácsy Miklós   |
| Lane elnök   | Matthew Marsh     | Galbenisz Tomasz |
| Hollywood    | Urs Rechn         |                  |
| Santiago     | Mark Strange      |                  |
| Rosebud      | Victor Solé       | Moser Károly     |
| Femi         | Seydina Baldé     | Kálid Artúr      |
| Paulie       | Marc Cabourdin    | Papp Dániel      |
| Jenna        | Yvonne Mai        | Kereki Anna      |

### Magyar változat
- Magyar szöveg: Minya Ágnes
- Hangmérnök és vágó: Géczy Levente
- Gyártásvezető: Farkas Márta
- Szinkronrendező: Hirth Ildikó
- Produkciós vezető: Horján Annamária

A szinkront a Direct Dub Studios készítette el.

## A film készítése
A filmet Isaac Florentine rendezte, aki olyan akciófilmeket készített, mint az Vitathatatlan-filmsorozat  és a Nindzsa, a forgatókönyvet pedig Jean-Pierre Magro írta.
A forgatás 2022 végén kezdődött, elsősorban a festői és változatos forgatási helyszíneiről ismert Máltán, amely a zsoldoscsapat küldetésének helyszínéül szolgált. A film realisztikus harcjelenetekkel, praktikus effektekkel és kaszkadőrmutatványokkal fokozta a veszély és az intenzitás érzetét.
2022 májusában az XYZ Films megvásárolta Isaac Florentine Harcban a rendszerrel című közelgő akciófilmjének jogait, amelynek főszereplője Frank Grillo, Rhona Mitra, Robert Patrick, Mark Strange és Steven Elder voltak. Az XYZ Films is csatlakozott a projekthez, mint vezető producer, és a filmet a 2022-es cannes-i Marché du Film rendezvényen mutatták be a potenciális vásárlóknak tartott vetítéssel együtt.
A film producerei az XYZ Films és az Opulence Pictures voltak, amelyek akciódús, műfaji filmek forgalmazásáról és gyártásáról ismertek.

## Bemutató
A filmet eredetileg 2023-ra tervezték, de a megjelenési dátumot 2024 szeptemberére csúsztatták.